# 本多まつ江
本多 まつ江（ほんだ まつえ、1889年（明治22年）12月25日 - 1969年（昭和44年）4月26日）は、司法保護司、教誨師、高等女学校教員。晩年は｢死刑囚の母｣と呼ばれた。旧姓は赤羽。

## 来歴
長野県東筑摩郡神林村字下神（現在の松本市）に赤羽吉弥の五女として誕生する。神林尋常小学校、長野県立松本高等女学校を卒業したのち、東京・九段の和洋女子専門学校（現在の和洋女子大学）に進学した。卒業後は、教員として市立松本女子職業学校、新潟県立長岡高等女学校を経て、埼玉県立久喜高等女学校に奉職した。久喜高女時代は、国立療養所多磨全生園で、見習い看護婦として勤労奉仕をしている。
川島芳子の養父で、同郷の川島浪速に請われ、1916年（大正5年）4月に芳子の家庭教師となる。当時、東京・赤羽（現在の十条あたり）にあった川島邸に、まつ江は住み込みで芳子の教育にあたった。家庭教師を始めた頃、芳子は、豊島師範附属小学校に入学している。
1921年（大正10年）川島一家が東京の家を引き払い、浪速の故郷である信州松本に転居した年の3月、まつ江は名古屋市中村区岩塚町「林高寺」の住職・本多恵孝と結婚し、本多まつ江となる。しかし、挙式後1か月経過した頃にアメリカのコロンビア大学に単身留学をし、3年後の1924年（大正13年）に帰国するまで、夫とは別居生活をする。
1933年（昭和8年）、「大日本連合女子青年団満州視察団員」として中国大陸へ渡り、芳子と再会している。日中戦争の間は、アジアからの留学生の援助をしていた。1938年（昭和13年）、司法保護司を委嘱される。
1960年（昭和35年）、名古屋拘置所の教誨師となり、晩年は『死刑囚の母』として讃えられた。癌性腹膜炎のため、79歳で死去した。

## 人物とエピソード
- 川島芳子に対し、利害関係なく愛情を注いだ数少ない人物である。
- 芳子からは『赤羽のお母様』と呼ばれて親しまれ、芳子が甘えられる数少ない人物であった。
- 利発な芳子のことを考え、単なる家庭教師には終わりたくない気持ちもあり、まつ江は謝金を断ったという。
- 芳子は食事の時、まつ江の好物が膳に乗っていると、「わたし、これ嫌いだから赤羽のお母様召し上がって」と言って押し付けたという。芳子は何でも気のつく優しい子供だったそうだが、ひねくれた愛情を見せる子だったのであろう。
- まつ江は、当時にしてはインテリな女性であり、また国際的視野を持つ人物と思われる。
- 結婚直後に3年間の留学生活に入るという、行動力の裏には、僧侶である夫の絶大な信頼関係があったからであり、その信頼関係は終生変わらなかったという。
- 1933年（昭和8年）の再会の時は、芳子は事前にまつ江に手紙を出し、「久しぶりにお母様に会へると思ふと、飛びあがりたくなるようにうれしゆうございます。お出での時には、栄泉堂の最中と甘納豆をドッサリ買って来てね」と書いている。
- 戦後、逮捕された芳子の獄中からの書簡の中に、「このわたしが死んだと聞いて、悲哀の涙にかきくれ、心から歎いて下さるのは、赤羽のお母様だらう」という、赤羽まつ江に関する記述がある。
- 蔣介石の妻・宋美齢とは、コロンビア大学で同じ留学生クラブだった。
- 芳子が戦後、軍事裁判で漢奸として処させると知るや、芳子の助命活動を始める。まずは松本の浅間温泉にいた芳子の養父・川島浪速を訪ね、散在している松本高女の卒業生を訪ね、東奔西走ののち、3千名以上の署名を集めた。その趣旨は「芳子はすでに日本人であるから、漢奸として扱うべきではない」というものだった。食糧難、交通難の中、親戚友人から寄せられた資金で上京した。長年親交のある大妻コタカを訪ねて落ち着くと、政界の各方面に足を運んで援助を要請した。まず社会党の松岡駒吉、長野・愛知県選出の国会議員、川島浪速と懇意の頭山満の三男・頭山秀三、GHQの幹部などに再三訪問した。しかし、多大な協力によりいよいよ北京へ飛ぶ段取りがついた時、ラジオ放送で芳子の処刑を聞いて、精根尽き果てたまつ江は卒倒したという。

## 栄典・表彰
- 1962年（昭和37年）11月 - 日本宗教連盟理事長より表彰
- 1966年（昭和41年）7月 - 名古屋矯正管区長により感謝状授与
- 1969年（昭和44年）4月26日 - 勲六等瑞宝章

## 関連文献
- 本多まつ江顕彰会『松風の跡』本多まつ江顕彰会（非売品）1971年
- 渡辺龍策『川島芳子　その生涯　見果てぬ滄海』番町書房　1972年（単行本）
- 渡辺龍策『川島芳子　その生涯　見果てぬ滄海（うみ）』徳間文庫　1985年
- 上坂冬子『男装の麗人・川島芳子伝』　文藝春秋　1984年　（単行本）
- 上坂冬子『男装の麗人・川島芳子伝』　文春文庫　1988年
- 上坂冬子『女たちが経験したこと 昭和女性史三部作』　中央公論新社（新版） 2000年